# Бездимний порох

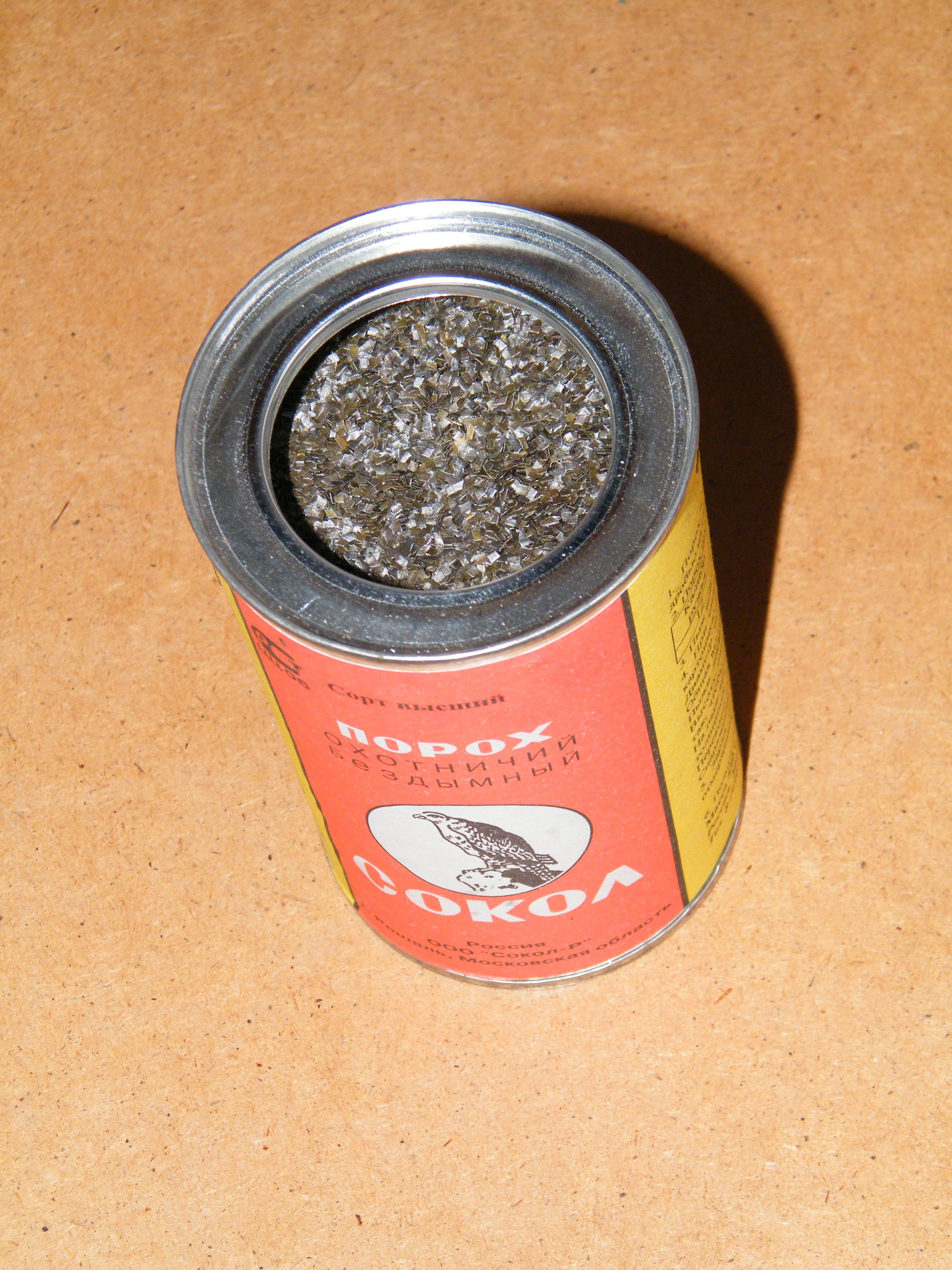
Мисливський бездимний порох «Сокол» (Росія)

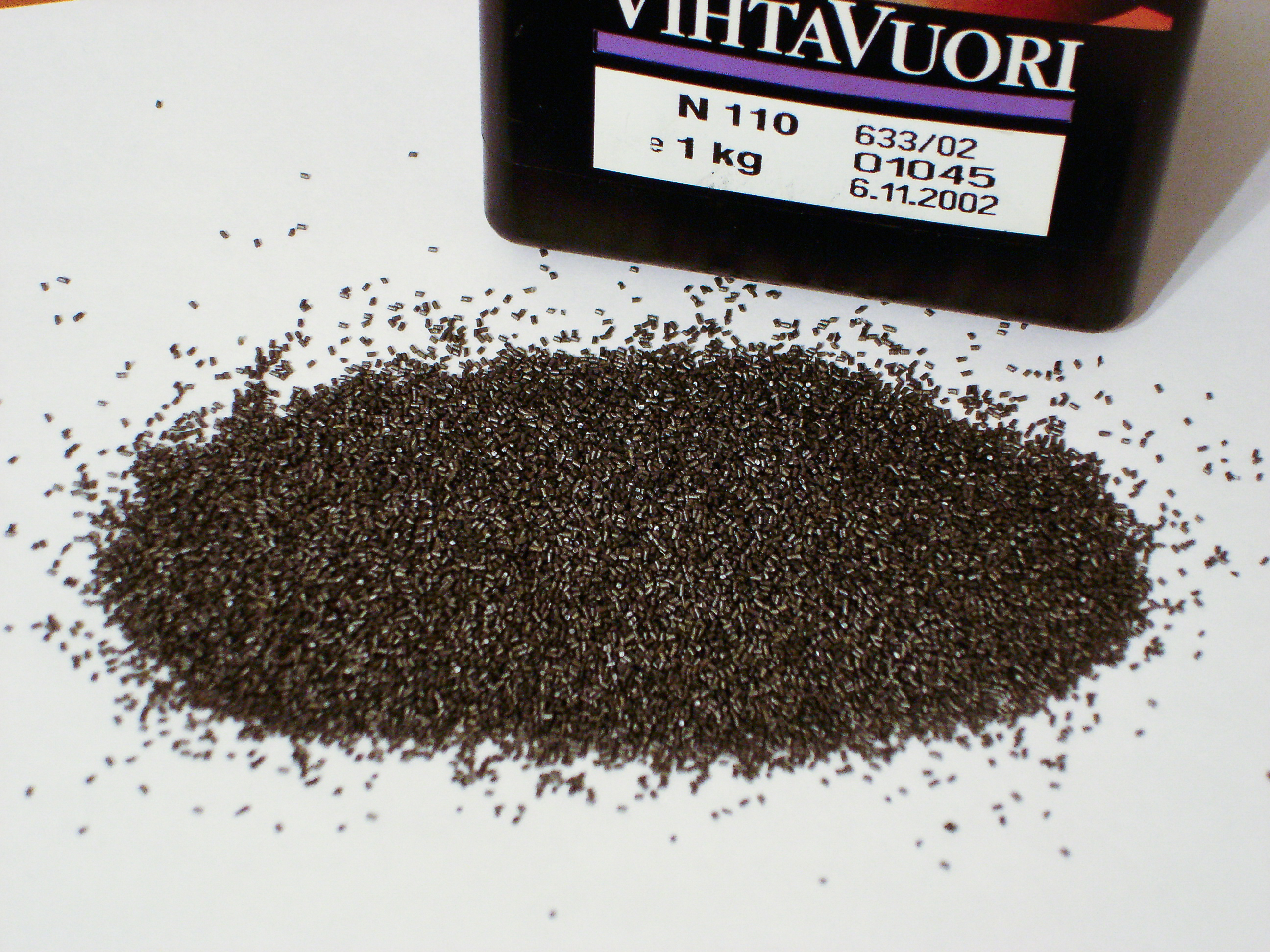
Бездимний порох

Бездимний порох (англ. Smokeless powder) або нітропорох (англ. nitro powder) — групова назва метальних вибухових речовин, що використовуються у вогнепальній зброї і артилерії, в твердопаливних ракетних двигунах, які при згорянні не утворюють твердих частинок (диму), а тільки газоподібні продукти згоряння, на відміну від димного (чорного) пороху.
Типи бездимного пороху включають кордит, балістит і, традиційно, білий порох (англ. Poudre B). Вони класифікуються на одноосновний, двоосновний і триосновний.

## Опис
Бездимний порох складається з нітроцелюлози (одноосновний), зазвичай з додаванням до п'ятдесяти відсотків нітрогліцерину (двохосновний), і іноді нітрогліцерину в поєднанні з нітрогуанідіном (триосновний). Кінцевий продукт гранулюється в сферичні частинки або пресується в циліндри або пластівці за допомогою розчинників типу ефіру. Також додатковою складовою бездимного пороху можуть бути стабілізатори і балістичні модифікатори. Двохосновні порохи зазвичай використовуються у виготовленні патронів для стрілецької і мисливської зброї, в той час як триосновні більш широко застосовуються в артилерії і двигунах ракет невеликого калібру.
Причина бездимності цих порохів полягає в тому, що продукти окислення їх інгредієнтів в основному газоподібні, в порівнянні з чорним порохом, який виділяє при згорянні до 55 % твердих речовин (карбонат калію, сульфат калію тощо).
Бездимний порох горить тільки по поверхні гранул. Більші гранули згоряють повільніше, швидкість згоряння також контролюється спеціальним покриттям, яке уповільнює горіння, основна функція якого — забезпечити більш-менш постійний тиск на кулю або снаряд під час руху у стволі, що дозволяє їм досягати максимальної швидкості.
Найбільші гранули в гарматному пороху. Вони являють собою циліндр, що досягає розміру пальця руки, в якому виконані сім отворів (одне з осі симетрії, а решта шість — розташовані по колу центрального поперечного перерізу). Ці отвори стабілізують процес горіння завдяки тому, що поки зовнішня поверхня, згораючи, зменшує зовнішній простір горіння, згорає і внутрішня поверхня, збільшуючи внутрішню площу горіння. Зсередини горіння в гранулі відбувається швидше, таким чином дозволяючи підтримувати тиск в стволі постійним, при збільшенні в ньому вільного простору через рух кулі/снаряда вперед.
Пістолетні пороха, які швидко згоряють, робляться таким чином, щоб поверхня їх гранул була максимальною, як у пластівців або плоских дисків.
Сушать порох в основному у вакуумі. При сушінні розчинники конденсуються і можуть бути знову використані в процесі виготовлення. Гранули також покриваються графітом, з метою уникнути їх загоряння від іскор статичної електрики.

## Історія

### Піроксилін
Використання у вогнепальній зброї димного пороху створювало проблеми, пов'язані з сильним задимленням поля бою та забрудненням каналу ствола.
Великий прорив вперед був зроблений[коли?] з винаходом піроксиліну — матеріалу, заснованого на нітроцелюлозі. Він знайшов широке застосування в артилерії.
Однак піроксилін мав ряд істотних недоліків: був більш потужним, ніж димний порох, але в той же час менш стабільним, що робило його непридатним для використання з вогнепальною зброєю малих розмірів — не тільки через більшу небезпеку в польових умовах, а й через підвищення зносу зброї. Зброя, яка могла вистрілити тисячі разів звичайним порохом, ставала непридатною після декількох сотень пострілів з більш потужним піроксиліном. Також відбувалося безліч вибухів на фабриках з виробництва піроксиліну через його нестабільність.
З цих причин застосування піроксиліну було призупинено до 1880 року.

### Білий порох
У 1884 році Поль В'єль (фр. Paul Vieille) винайшов бездимний порох названий Poudre B, основою якого була желатинізована нітроклітковина (68 % нерозчинна в діетиловому етеріі тринітроцелюлоза змішана з 30 % розчиненої в етері динітроцелюлози з добавкою 2 % парафіну), з подальшим утворенням порохових елементів і подальшою сушкою зерен пороху.
Кінцева вибухова речовина, яку в наші дні називають нітроцелюлозою, містить дещо меншу кількість азоту ніж піроксилін, тому вона легше желатинізується спирто-ефірною сумішшю. Великою перевагою даного пороху було те, що він, на відміну від піроксиліну, горить пошарово, що робило його балістичні властивості передбачуваними.
Порох В'єля зробив революцію у світі стрілецької вогнепальної зброї з кількох причин:
- Практична відсутність диму.
- Велика швидкість вильоту кулі, що означало більш пряму траєкторію. Це підвищувало точність, а також дальність стрільби, яка сягнула 1000 метрів.
- Оскільки Poudre B у три рази потужніший за чорний порох, боєприпаси полегшувалися, що дозволяло військам носити з собою більшу кількість боєприпасів при тій же вазі.
- Новий порох не втрачав своїх властивостей під дією вологи.

Порох В'єля було використано у гвинтівці Лебеля, яку відразу ж прийняла на озброєння Французька армія. Армії інших європейських країн (спочатку Німеччина і Австрія) теж перейшли на аналоги Poudre B.

### Балістит і кордит
Приблизно в один час з В'єлем в 1887 році у Великій Британії Альфред Нобель розробив балістит, один з перших нітрогліцеринових бездимних порохів, який складався з рівних частин пороху і нітрогліцерину, і отримав на нього британський патент.
Балістит був модифікований Фредеріком Абелем і Джеймсом Дьюара в новий склад, який отримав назву кордит. Він також складається з нітрогліцерину і пороху, але використовує найбільш нітрований різновид пороху, нерозчинний в сумішах ефіру і спирту, в той час як Нобель використовував розчинні форми. Кордит став основним видом бездимних вибухових речовин на озброєнні британської армії протягом XX століття.
Кордит став предметом судових позовів між Нобелем і британським урядом в 1894 і 1895 рр. Нобель вважав, що його патент на балістит також включає і кордит, на практиці неможливо приготувати одну з форм в чистому вигляді, без домішки другої. Суд виніс постанову не на користь Нобеля.
У 1889-му році британський патент на схожий склад також отримав зброяр Хайрем Максим, а в 1890-му році його брат Хадсон Максим запатентував цей склад в США.
Ці нові вибухові речовини були більш стабільними, потужними і безпечними в обігу, ніж білий порох.

### Піроколодійний порох
23 січня 1891 року Дмитро Іванович Менделєєв створив і дав назву цьому пороху «піроколодійний». Вид нітроцелюлозного пороху, до складу якого входить добре розчинна нітроклітковина і власне розчинник, додатковими компонентами є різні присадки, призначені для стабілізації газоутворення. Почалося виробництво на Шлісельбурзькому заводі під Санкт-Петербургом. Восени 1892, за участю головного інспектора артилерії морського флоту адмірала С. О. Макарова, було випробувано піроколодійний порох. За півтора року під керівництвом Д. І. Менделеева розроблена технологія піроколодію — основи російського бездимного пороху. Після випробувань 1893 адмірал С. О. Макаров підтвердив придатність нового «бездимного зілля» для використання в гарматах всіх калібрів.
У 1895—1896 роках «Морська збірка» друкує дві великі статті Д. І. Менделєєва під загальним заголовком «Про піроколодійний бездимний порох», де особливо розглядається хімізм технології і наводиться реакція отримання піроколодію. Характеризується обсяг газів, що виділяються при його горінні, послідовно і детально розглядається сировина. Д. І. Менделєєв скрупульозно порівнюючи за 12 параметрами піроколодійний — з іншими порохами, демонструє його незаперечні переваги, перш за все — стабільність складу, гомогенність, відсутність «слідів детонації».

### Желатиновий порох
Іван Платонович Граве — професор Михайлівської артилерійської академії, полковник, — в 1916 році удосконалив французький винахід: отримав бездимний порох на іншій основі — на нелеткому розчиннику, — колоїдний, або желатиновий, порох. Він легко піддавався формуванню та навіть обробці на токарному верстаті. Застосовувався желатиновий порох у вигляді порохових елементів з великою товщиною стінки (більше декількох міліметрів).
Граве отримав патент на цей винахід в 1926 році вже в іншій країні — Радянській Росії. Головне артилерійське управління (ГАУ) підтверджує його авторство в розробці пороху і снарядів для «Катюші».

## Застосування
У наші дні порохи, засновані тільки на нітроцелюлозі, відомі як одноосновні, а кордитоподібні відомі як двохосновні. Також були розроблені триосновні кордити (Cordite N і NQ) з добавкою нітрогуанідину, які спочатку використовували в великих гарматах морських бойових кораблів, але знайшли своє застосування і в танкових військах, а нині використовуються і в польовій артилерії. Основна перевага триосновних порохів, в порівнянні з двохосновними, полягає в істотно більш низькій температурі порохових газів при аналогічній ефективності. Перспективи подальшого використання порохів, що містять нітрогуанідін, пов'язані з авіаційними і зенітними гарматами малого калібру, що мають високий темп стрільби.
Бездимний порох дозволив зробити сучасну напівавтоматичну і автоматичну зброю. Чорний порох залишав велику кількість твердих продуктів (40-50 % від маси пороху) в стволах. Основні тверді продукти згоряння димного пороху, полісульфіди (K2Sn, де n = 2-6) і сульфід калію (K2S), притягують вологу і гідролізуються до калійної луги і сірководню. При згорянні бездимних порохів утворюється не більше 0,1–0,5 % твердих продуктів, що дозволило здійснювати автоматичну перезарядку зброї з використанням безлічі рухомих частин. Варто врахувати, що продукти згоряння всіх бездимних порохів містять багато оксидів азоту, що підвищує їх кородуючу дію на метал зброї.
Одно- і двохосновні бездимні порохи в наш час складають основну частину метальних вибухових речовин, що використовуються в стрілецькій зброї. Вони настільки поширені, що більшість випадків використання слова «порох» відноситься саме до бездимного пороху, зокрема, коли мова йде про ручну вогнепальну зброю і артилерію. Димні порохи використовуються як метальні заряди тільки в підствольних гранатометах, сигнальних ракетницях і деяких патронах для гладкоствольної зброї.
У деяких випадках, наприклад, в ряді кустарних ручних гранат і імпровізованих артилерійських снарядів, бездимний порох може використовуватися і як бризантна вибухова речовина, для чого щільність заряджання доводять до величини, що відповідає детонації, і використовують потужні детонатори. На відміну від багатьох вибухових речовин, для використання бездимного пороху не обов'язковий капсуль-детонатор, цілком достатньо будь-якого запалювача. Ефективність використання бездимних порохів як вибухових речовин, в разі займання, можна порівняти з ефективністю використання мінного димного пороху. При використанні потужних детонаторів (на практиці не менш 400—600 гр. ТНТ), ефективність знаходиться на рівні більшості індивідуальних вибухових речовин.

## Нестабільність і стабілізація
Нітроцелюлоза з часом розкладається з виділенням оксидів азоту, які каталізують подальший розпад компонентів пороху. В процесі реакцій розкладання виділяється теплота, якої, в разі тривалого зберігання великої кількості пороху або зберігання пороху при високих температурах (на практиці, вище 25 °С), може бути достатньо для самозаймання.
Одноосновні нітроцелюлозні порохи найбільш схильні до розкладання; двохосновні і триосновні розкладаються повільніше, що пов'язано з більш високим вмістом стабілізаторів хімічної стійкості і їх більш рівномірним розподілом в об'ємі пороху, так як, нітрогліцерин та інші пластифікатори сприяють переходу нітроцелюлози в стан однорідного пластика. Кислотні продукти хімічного розпаду (головним чином, оксиди азоту, азотиста і азотна кислоти) енергонасичених компонентів пороху можуть викликати корозію металів гільзи, кулі і капсуля споряджених боєприпасів, або металів упаковки пороху, при окремому зберіганні останнього.
Щоб уникнути накопичення в складі пороху кислотних продуктів розпаду додають стабілізатори, найпопулярнішими з яких є дифеніламін і центролити (№ 1 і № 2). Також застосовують 4-нітродіфеніламін, N-нітрозодіфеніламін і N-метил-п-нітроанілін. Стабілізатори додаються в кількостях порядку 0,5-2 % від загальної маси складу; великі ж кількості можуть дещо погіршити балістичні характеристики пороху за рахунок зміщення кисневого балансу. Кількість стабілізатора згодом зменшується за рахунок витрачання на реакції з кислотними продуктами розкладання пороху, що може привести до самозаймання, тому вибухові речовини повинні періодично тестуватися на кількість стабілізаторів. Підвищення вмісту стабілізаторів хімічної стійкості сприяє збільшенню тривалості зберігання будь-яких метальних ВР, але, знижує балістичні якості порохового заряду.

## Бездимні вибухові компоненти
До складу різних сортів пороху можуть входити різні активні і допоміжні компоненти:
- Вибухові речовини:
  - Нітроцелюлоза, активний компонент більшості бездимних порохів
  - Нітрогліцерин, активний компонент двоосновних і триосновних складів
  - Нітрогуанідін, компонент триосновних складів
- Пластифікатори, які роблять гранули менш крихкими
  - Дибутілфталат
  - Polyester adipate
  - Динітротолуол (токсичний, канцероген, застарілий)
- В'яжучіі речовини, що підтримують форму гранул
  - Каніфоль
  - Етилацетат
- Стабілізатори, запобігають або гальмують саморозпад
  - Дифеніламін
  - 2-Нітродифеніламін
  - 4-нітродифеніламін
  - N-нітрозодифеніламін
  - N-метил-п-нітроанілін
- Розміднювачі — добавки, які перешкоджають накопиченню залишків міді (з капсулів) на внутрішній поверхні ствола зброї
  - Олово та його сполуки, наприклад, оксид олова
  - Бісмут та його сполуки, наприклад, оксид бісмуту, карбонат бісмуту, нітрат бісмуту, антимонід бісмуту; воліють з'єднання бісмуту, так як мідь розчиняється в розплавленому бісмуті, утворюючи крихкий і легко видаляється сплав
  - Свинець — металевий (у вигляді фольги) і його сполуки. Не використовуються через токсичність
- Полум'ягасні добавки — для того, щоб зменшити яскравість світіння яке виривається з ствола при пострілі продуктів згоряння, і тим самим зменшити демаскування стрільця, а також його осліплення (особливо при стрільбі в нічний час)
  - Нітрат калію
  - Сульфат калію (обидва мають недоліки — збільшують кількість виробленого диму)
- Добавки, що зменшують знос ствола USA 16"/50 (40.6 cm) Mark 7
  - Віск
  - Тальк
  - Оксид титану
  - Поліуретанові пакети на порохових порціях в великих гармат
- Інші добавки
  - Графіт —  мастило проти злежування, а також як антистатичний засіб  (покриває гранули з метою запобігти їх злипання і самозаймання від іскор статичної електрики)
  - Карбонат кальцію — антикорозійна добавка, що нейтралізує кислотні продукти розпаду

Властивості пороху сильно залежать від розміру і форми його гранул. Поверхня гранул впливає на зміну їх форми і швидкість згоряння. Варіюючи форму гранул можна вплинути на тиск і криву процесу згоряння пороху по часу.
Склади, що згоряють швидше, дають більший тиск при більш високій температурі, але також збільшують знос стволів гармат.
Порох Primex містить 0-40 % нітрогліцерину, 0-10 % дибутилфталата, 0-10 % polyester adipate, 0-5 % каніфолі, 0-5 % етилацетату, 0,3-1,5 % дифениламина, 0-1,5 % N-нітрозодіфеніламіна, 0-1,5 % 2-нітрофеніламіна, 0-1,5 % нітрату калію, 0-1,5 % сульфату калію, 0-1,5 % оксиду олова, 0,02-1 % графіту, 0-1 % карбонату кальцію, і залишок від 100 % — нітроцелюлози.